# Пентсинен, Ансси
А́нсси Пе́нтсинен (фин. Anssi Pentsinen; 30 августа 1986, Йямся, Финляндия) — финский лыжник, участник Олимпийских игр в Сочи. Ярко выраженный специалист спринтерских гонок.
В Кубке мира Пентсинен дебютировал 1 марта 2008 года, в марте 2010 года первый раз попал в десятку лучших на этапе Кубка мира, в эстафете. Всего на сегодняшний день имеет на своём счету 4 попадания в десятку лучших на этапах Кубка мира, 2 в личных гонках и 2 в командных. Лучшим достижением Пентсинена в общем итоговом зачёте Кубка мира является 53-е место в сезоне 2012-13.
На Олимпийских играх 2014 года в Сочи принимал участие в спринтерской гонке свободным стилем, в которой занял 34-е место.
За свою карьеру участвовал в двух чемпионатах мира, лучший результат 16-е место в спринте на чемпионате мира 2013 года.
Использует лыжи производства фирмы Fischer.